# Trogon échelette
Trogon clathratus
Espèce
Statut de conservation UICN

 LC  : Préoccupation mineure
Le Trogon échelette (Trogon clathratus) est une espèce d'oiseaux de la famille des Trogonidae.

## Description

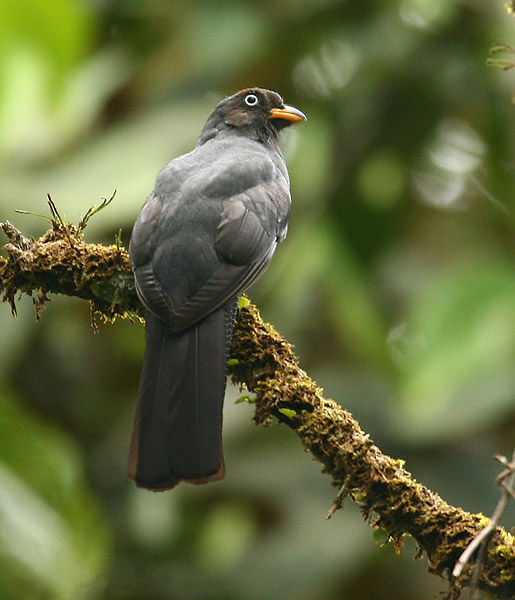
Une femelle.

Cet oiseau mesure environ 30 cm de longueur. Il présente un dimorphisme sexuel. Le mâle a le dos vert vif et la femelle grisâtre. Les deux sexes ont le ventre rouge vif. Cette espèce ressemble au Trogon de Masséna mais en diffère par le bec jaune chez le mâle (seulement la mandibule inférieure chez la femelle) et la queue barrée noir et blanc.

## Répartition
Cet oiseau peuple le flanc atlantique de la cordillère de Talamanca.